# Легницке-Поле (гмина)
Легницке-Поле (пол. Legnickie Pole) — сельская гмина (волость) в Польше, входит как административная единица в Легницкий повет, Нижнесилезское воеводство. Население — 4944 человека (на 2004 год).

## Демография
| Перепись                       | Всего   | Всего | Женщины | Женщины | Мужчины | Мужчины |
| ------------------------------ | ------- | ----- | ------- | ------- | ------- | ------- |
| Единицы                        | человек | %     | человек | %       | человек | %       |
| Население                      | 4944    | 100   | 2735    | 55,3    | 2209    | 44,7    |
| Плотность населения (чел./км²) | 57,9    | 57,9  | 32      | 32      | 25,9    | 25,9    |

## Сельские округа

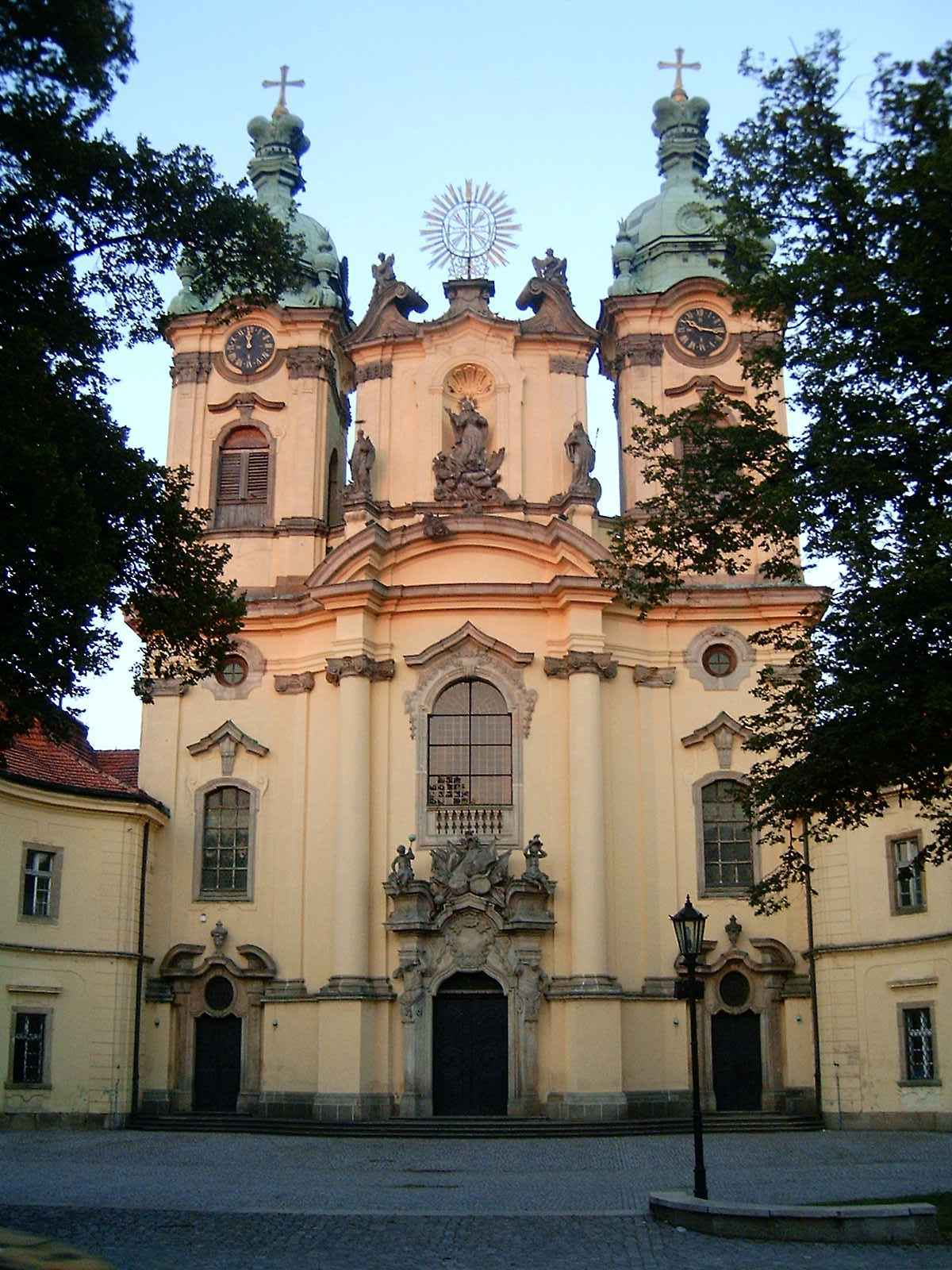
Костёл святой Ядвиги Силезской в стиле барокко

1. Бартошув
2. Бискупице
3. Чарнкув
4. Гневомеж
5. Клембановице
6. Коишкув
7. Косковице
8. Ксенгинице
9. Легницке-Поле
10. Любень
11. Миколаёвице
12. Нова-Весь-Легницка
13. Огоновице
14. Рачкова
15. Страховице
16. Тачалин
17. Монколице
18. Псары

## Соседние гмины
1. Гмина Кротошице
2. Гмина Кунице
3. Легница
4. Гмина Менцинка
5. Гмина Мсцивоюв
6. Гмина Руя
7. Гмина Вондроже-Вельке